# Gabriel Thohey Mahn-Gaby
Gabriel Thohey Mahn-Gaby (ur. 19 września 1927 w Kanazogon, zm. 5 maja 2016) – birmański duchowny katolicki, arcybiskup Rangun 1971-2002.

## Życiorys
Święcenia kapłańskie otrzymał 21 grudnia 1951.
9 listopada 1964 papież Paweł VI mianował go biskupem koadiutorem Rangun ze stolicą tytularną Stauropolis. 2 lutego 1965 z rąk arcybiskupa Victora Bazina przyjął sakrę biskupią. 19 czerwca 1971 mianowany arcybiskupem Rangun. 30 września 2002 na ręce papieża Jana Pawła II ze względu na wiek złożył rezygnację ze sprawowanej funkcji.
Zmarł 5 maja 2016.